# Sporisorium sydowiorum
Sporisorium sydowiorum är en svampart som beskrevs av Vánky 2009. Sporisorium sydowiorum ingår i släktet Sporisorium och familjen Ustilaginaceae.   Inga underarter finns listade i Catalogue of Life.